# Connettore elettrico

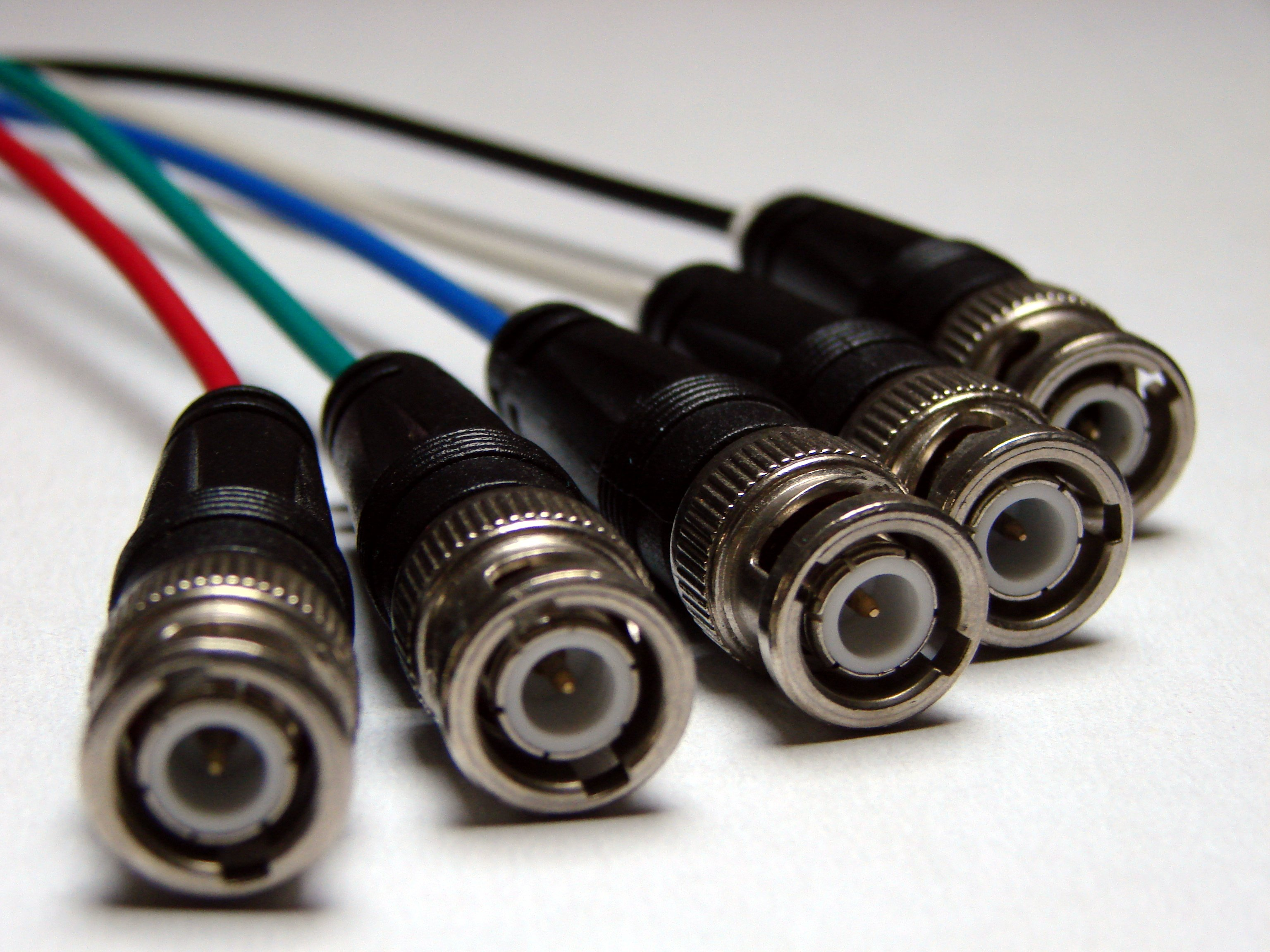
Cavi dotati di connettore BNC

Un connettore elettrico è un componente elettrico, o un'area di un circuito stampato che ha la funzione di collegare elettricamente due o più componenti e/o dispositivi elettrici esclusivamente mediante operazioni di tipo meccanico. 

## Tipologia

### Per tipo di attacco

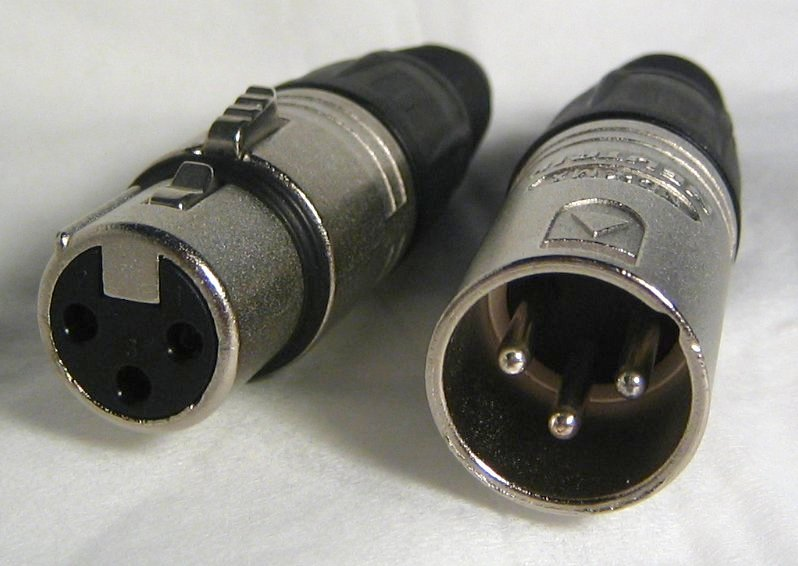
Un paio di connettori XLR

Esistono molti tipi di connettori elettrici perché devono soddisfare esigenze diverse, ma tutti sono riconducibili a due tipi principali chiamati "connettore maschio" e "connettore femmina" (o anche semplicemente "maschio" e "femmina" se è chiaro il riferimento al connettore elettrico). Ogni tipo di connettore maschio ha un corrispondente tipo di connettore femmina. Il collegamento elettrico di due o più componenti elettrici mediante connettore elettrico si realizza connettendo un connettore maschio con un connettore femmina corrispondente. Il connettore maschio e il corrispondente connettore femmina sono progettati in modo che tale connessione sia stabile e si ottenga esclusivamente mediante operazioni di tipo meccanico.
Questi connettori possono essere:
- Faston
- Connettore a forcella
- Connettore a occhiello
- Connettore a puntale
- Connettore tipo banana

### Per tipo di tecnologia

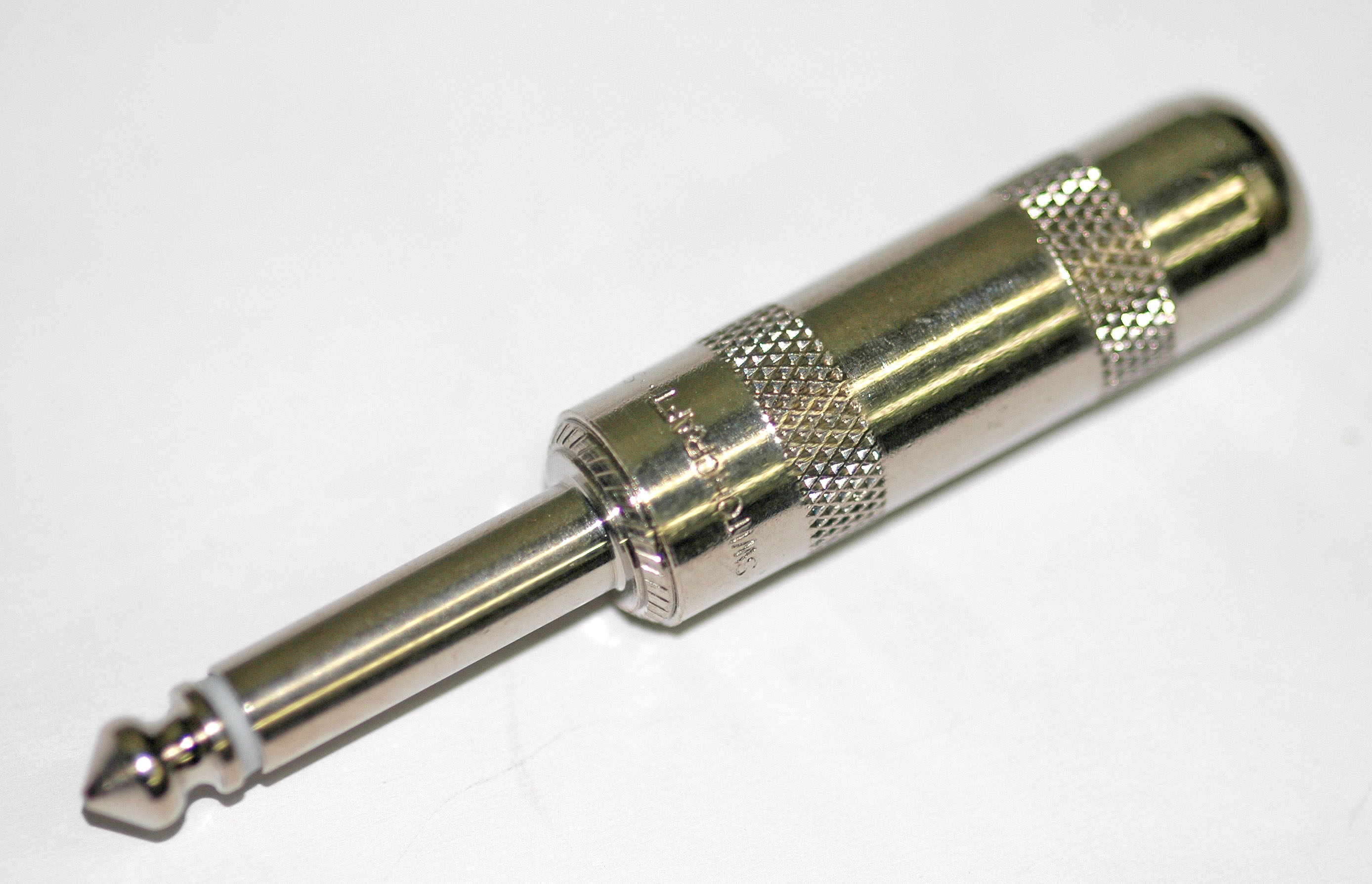
Esempio di connettore jack

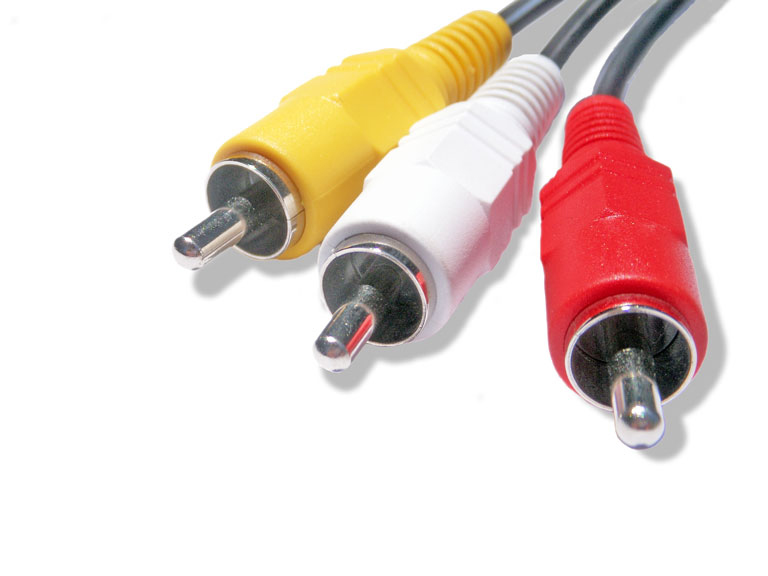
Cavi muniti di connettore RCA

Altri tipi particolari di connettori elettrici sono i seguenti:
- Connettore jack
- Connettore RCA
- Connettore BNC
- Connettore C
- Connettore XLR
- Connettore DIN
- Mini-DIN
- D-subminiature
- Socket
- Slot
- Connettore a pettine
- Connettore d'antenna

## Materiali
I connettori elettrici sono realizzati in diversi materiali, tra cui:
- Rame
- Acciaio inossidabile
- Ferro
- Alluminio
- Zinco
- Materiali termorestringenti come termoplastici